# Nagyszemű hering
A nagyszemű hering (Alosa saposchnikowii) a sugarasúszójú halak (Actinopterygii) osztályának heringalakúak (Clupeiformes) rendjébe, ezen belül a heringfélék (Clupeidae) családjába tartozó faj.
Korábban a Caspialosa nembe sorolták.

## Előfordulása
A nagyszemű hering elterjedési területe főként a Kaszpi-tenger északi fele és a Volga deltája.

## Megjelenése
Ennek a halnak a teste heringszerű, könnyen leváló apró, kerekded pikkelyekkel (52-55 egy hosszanti sorban). Testhossza 20-30 centiméter, legfeljebb 35 centiméterig. A test magassága 23-29 százaléka a test hosszának. Testtömege legfeljebb 469 gramm. Szemei nagyok, átmérőjük a testhossz 6-6,4 százaléka. Hátúszója rövid. Oldalvonala nincs. A felső állkapocs erőteljes középső bemetszéssel, az alsó állkapocs a szem hátulsó szegélyéig ér. Fogazata erőteljes. A 26-41 (átlagosan 30-31) vaskos, hosszú kopoltyútüske nem áll nagyon szorosan egymás mellett. Hátoldalának színe zöldesen vagy kékesen csillog, oldalai és hasoldala ezüstszínűek. A kopoltyúfedő mögött néha fekete folt van.

## Életmódja
A nagyszemű hering gerinctelen állatokkal, főleg a nyílt vízben élő rákokkal táplálkozik. Egyaránt megél a sós-, édes- és brakkvízben is. Hidegkedvelő faj, az Alosa-fajok közül, ez a faj vándorol északra a legkorábban.
Legfeljebb 9 évig él.

## Szaporodása
A nagyszemű hering vándorhal, hideg években egészen a Kaszpi-tenger déli feléig vonul. Az íváshoz készülődő csapatok tavasszal észak felé vándorolnak, behatolnak a folyók (különösen a Volga) torkolatvidékére. Az ívóhelyek a delták brakkvízében vannak, a halak a folyókban már nem úsznak felfelé. Áprilisban ívik. A nőstények 4, a hímek már 3 éves korukban ivarérettek.

## Felhasználása
Ezt a halfajt, iparilag csak kismértékben fogják ki.

## Rokon faj
Ugyanezen a területen él egy közeli rokon faj Alosa sphaerocephala, amely kisebb (18,5 centiméterig), feje oldalnézetből gömbölyded, fogazata gyengébb, és hosszabb kopoltyútüskéi vannak.